# 中央アラスカ・ユピック語
中央アラスカ・ユピック語（ちゅうおうアラスカ・ユピックご、英: Central Alaskan Yup'ik）はユピック語のひとつである。話者はアラスカ州西部または南西部に居住する中央アラスカ・ユピックの人々である。

## 言語名別称
- Central Alaskan Yupik
- Central Yup'ik
- Yupik, Central
- Yupik
- Yup'ik
- 中央ユピック語
- ユピック語

## 音韻

### 母音
スラッシュ / / ではさまれた文字は音素表記、角括弧 [ ] ではさまれた文字は音声表記、三角括弧 ⟨ ⟩ ではさまれた文字は正書法を示す。
ユピック語では、/a/,/i/,/u/,/ə/の4つの母音の性質を対立させる。
短母音[ə]は音声学的に常に短くなるが、/a/が[aː]に、/i/が[iː]に、/u/が[uː]になるように、他の3つの母音は音声学的に短くなったり、長くなったりする。[a],[i],[u]の全母音が強勢によって長くなった場合や2つの短母音が形態素を越えて結合された場合に、音声学的な長母音が発生する。それにより、母音の長さは単語間の対立のようなものを生み出す可能性があるが、音声の長さは予測可能であるので、音素的には対立していない。
|        | 前舌 | 中舌 | 後舌 |
| ------ | ---- | ---- | ---- |
| 狭母音 | i    | ə    | u    |
| 広母音 |      | a    |      |

母音/e/,/o/は[i],[u]の異音で、口蓋垂音([q]や[ʁ]など)の前や広母音[a]の前にある。

### 子音
ユピック語は閉鎖音の発声に対立はないが、広範囲の摩擦音が発声を対立させる。音素/l/は音声学的には摩擦音ではないが、[ɬ]と発音が交代する際に音韻的に摩擦音として機能する。[s]と[z]、および[f]と[v]の間の対立は稀で、摩擦音間での対立の多くは、側面音[l]と[ɬ]、軟口蓋音[x]と[ɣ]、口蓋垂音[χ]と[ʁ]の間に発生する。また、やや珍しいことだが、一部の話者では鼻音間に発声の対立が見られる。どの子音も二重子音として語中に出現する可能性があり、子音の長さは対立的である。
|        |        | 唇音 | 歯茎音 | 後部歯茎音 | 軟口蓋音 | 軟口蓋音 | 口蓋垂音 | 口蓋垂音 |
| 通常   | 唇音化 | 唇音 | 歯茎音 | 後部歯茎音 | 通常     | 唇音化   |          |          |
| ------ | ------ | ---- | ------ | ---------- | -------- | -------- | -------- | -------- |
| 鼻音   | 無声音 | m̥    | n̥      |            | ŋ̊        |          |          |          |
| 鼻音   | 有声音 | m    | n      |            | ŋ        |          |          |          |
| 閉鎖音 | 閉鎖音 | p    | t      |            | k        |          | q        |          |
| 歯擦音 | 歯擦音 |      | (t͡s)   | t͡ʃ         |          |          |          |          |
| 摩擦音 | 無声音 | f    | s      |            | x        | xʷ       | χ        | (χʷ)     |
| 摩擦音 | 有声音 | v    | z      |            | ɣ        | ɣʷ       | ʁ        | ʁʷ       |
| 摩擦音 | 側面音 |      | ɬ      |            |          |          |          |          |
| 接近音 | 接近音 |      | l      | j          |          | (w)      |          |          |

上の表には、異音[χʷ],[ts],[w]が含まれている。無声唇音口蓋垂摩擦音[χʷ]は一部の音声変種でのみ発生し、有声音の[ʁʷ]とは対立的ではない。無声歯茎破擦音[ts]は、シュワー母音[ə]の前の[tʃ]の異音である。有声両唇軟口蓋接近音[w]は[v]の異音で、通常、屈折接尾辞に隣接して発生する場合を除き、2つの全母音の間に発生する。

例として、
2つの全母音に出現せず、屈折接尾辞に隣接していない/v/は[w]と発音される。
/tʃali-vig-∅/ "work-place-ABS" 「アクティビティ・ベースド・ワーキング・システム」は〈calivik〉と書かれ[tʃaliːwik]と発音される。
しかし、
/tʃav-utə/「オール」は〈cavun〉と書かれ、[tʃavun]と発音される。
これは、/-utə/ は屈折接尾辞であるためである。

## 方言

### エスノローグによる分類
- Cup’ik
- Kuskokwim Yupik (Bethel Yupik)

### MultiTreeによる分類
- Nunivak; Čux; Nuninagmiut (esu-nun)
- Egegik (esu-ege)
- Hooper Bay-Chevak; Yup'ik (Chevak) (esu-hoo)